# Luke, the Chauffeur
Luke, the Chauffeur é um curta-metragem norte-americano de 1916, do gênero comédia, estrelado por Harold Lloyd.

## Elenco
- Harold Lloyd - Luke
- Snub Pollard
- Bebe Daniels

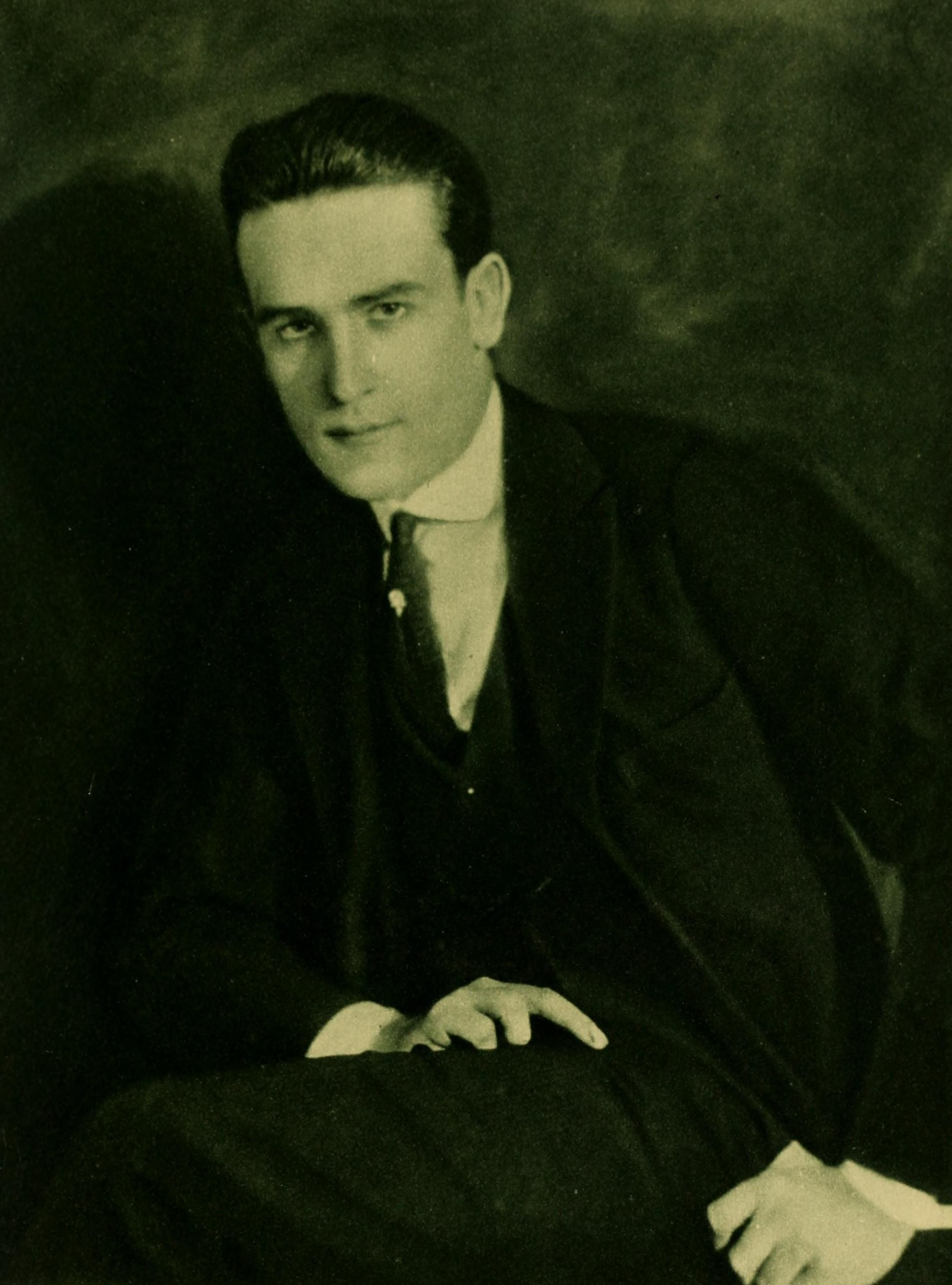
Harold Lloyd

- Charles Stevenson - (como Charles E. Stevenson)
- Billy Fay
- Fred C. Newmeyer
- Sammy Brooks
- Harry Todd
- Bud Jamison
- Margaret Joslin - (como Mrs. Harry Todd)
- May Cloy
- Earl Mohan
- Nina Glaze
- Sidney Fiske
- Tod Cregier
- Harvey L. Kinney
- Minna Browne